# Sito A

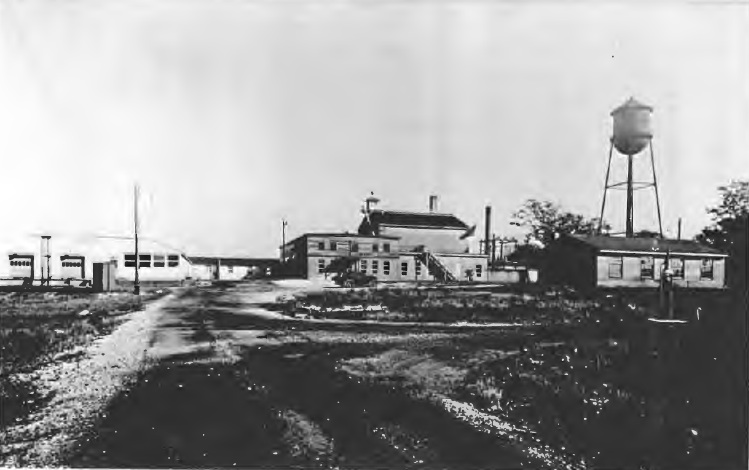
Il Sito A, 1945 ca.

Il "Sito A" (in inglese Site A) era una struttura di ricerca gestita dal Metallurgical Laboratory, una sezione di ricerca dell'Università di Chicago, dove durante la seconda guerra mondiale furono effettuate delle ricerche per il Progetto Manhattan. All'interno della struttura si trovava il Chicago Pile-2, una versione ricostruita e ingrandita del primo reattore nucleare al mondo, il Chicago Pile-1, e il Chicago Pile-3 il primo reattore ad acqua pesante al mondo. La ricerca al suo interno è stata condotta sotto contratto con l'Ufficio di ricerca e sviluppo scientifico degli Stati Uniti e dopo la guerra divenne la prima sede dell'Argonne National Laboratory, un centro di ricerca e sviluppo finanziato dal governo federale. Nel luogo si trovava anche il sito di smaltimento dei rifiuti radioattivi provenienti da detriti di edifici contaminati e dei resti dei reattori Chicago Pile.

## Storia
Il terreno dove fu costruito il Sito A venne acquisito con l'intenzione di diventare sede di un impianto pilota per la produzione di plutonio, ad una distanza percorribile da Chicago ma, per ragioni di sicurezza e protezione, non troppo vicino alla città. Durante una cavalcata all'inizio del 1942, il capo del Metallurgical Laboratory, il professor Arthur Compton, identificò un sito adatto, dando così la possibilità al Corpo degli Ingegneri dell'Esercito degli Stati Uniti di affittare nell'agosto dello stesso anno 1 025 acri (4,15 km²). Tuttavia si scoprì che la portata delle operazioni avrebbe richiesto un sito più grande e i piani furono spostati a Oak Ridge, nel Tennessee.
Poco dopo la dimostrazione della prima reazione a catena autosufficiente del Chicago Pile-1, avvenuta il 2 dicembre, il gruppo di ricerca guidato da Enrico Fermi fu costretto a trasferirsi in un campus più grande e più remoto, nella riserva forestale di Red Gate Woods. Con loro, portarono i pezzi del CP-1, smontato precedentemente, che ricomposero poi con l'aggiunta di un esteso sistema di radioprotezione, rinominandolo Chicago Pile-2. Il CP-2 iniziò a funzionare nel marzo 1943 e fu più tardi sotterrato nello stesso sito. Nel maggio 1944 il Med Lab riuscì a realizzare il primo reattore nucleare ad acqua pesante, il Chicago Pile-3.

## Smantellamento del sito
L'Argonne National Laboratory ottenne un sito permanente ancora più grande nella contea di DuPage nel 1947 e iniziò a spostare le sue operazioni dal Sito A al nuovo sito, mentre i due reattori CP funzionarono fino al 1954, conducendo ricerche sui reattori e produzione di trizio. La decontaminazione e la demolizione degli edifici iniziarono nel 1955: i reattori furono svuotati e il guscio di cemento del CP-3 implose e venne sepolto nella struttura e nel 1956 la proprietà fu restituita per il pubblico utilizzo alla riserva forestale. Essendo il Sito A un luogo in cui si producevano rifiuti radioattivi, la struttura era prevista di un luogo di smaltimento, il Lotto M (in inglese Plot M), che continuò ad essere gestito dall'Office of Legacy Management del Dipartimento dell'energia degli Stati Uniti.

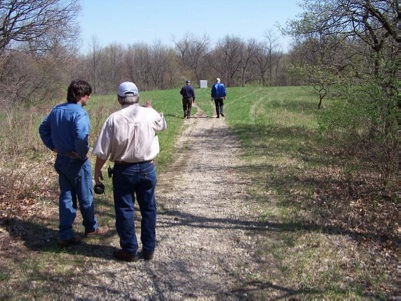
Degli ispettori si avvicinano al monumento del Lotto M il 19 aprile 2006

Il Lotto M era una discarica per rifiuti radioattivi a bassa attività generati nel sito tra il 1943 e il 1949. che inizialmente furono sepolti in trincee, per poi essere successivamente rinchiusi in contenitori di acciaio. I rifiuti includevano vari elementi, come il trizio, l'uranio e altri prodotti generati dalla fissione nucleare, attrezzature contaminate, carcasse di animali e solidi. Nel 1949 l'interramento dei rifiuti nel sito fu interrotto e la discarica fu ricoperta d'erba fino al 1956, quando fu installata una copertura in cemento per proteggerla dall'acqua piovana.
Sin dalla demolizione negli anni 1950 si sono registrate piccole quantità di contaminazione radioattiva del suolo e alcuni pozzi d'acqua nella zona della Red Gate Woods possedevano concentrazioni di trizio fino a 13 nCi/L (480 Bq/L) alla fine degli anni 1970. Nell'aprile 1998 la recinzione che separa il Site A dal resto della Red Gate Woods è stata abbattuta dopo che il Dipartimento dell'energia ha stabilito che il rischio per il pubblico è minimo.
Due monumenti in granito attualmente segnano il Sito A e il Lotto M. Il monumento del Sito A recita:
Il monumento del Lotto M recita: